# Costentalina caymanica
Costentalina caymanica är en blötdjursart som beskrevs av Chistikov 1982. Costentalina caymanica ingår i släktet Costentalina och familjen Entalinidae. Inga underarter finns listade i Catalogue of Life.